# Grand Prix cycliste de Gatineau 2014
La 5e édition du Grand Prix cycliste de Gatineau a eu lieu le 7 juin 2014. La course fait partie du calendrier international féminin UCI 2014 en catégorie 1.1. L'épreuve est remportée par la Canadienne Denise Ramsden.

## Récit de course
Une échappée de six coureuses se forme durant la course. Denise Ramsden attaque dans le dernier kilomètre et est suivie par Flávia Oliveira. La première s'impose. Derrière Jasmin Glaesser complète le podium,.

## Classements

### Classement final
| \| Classement général \| Classement général \| Classement général \| Classement général \| Classement général \| \| Coureuse \| Coureuse \| Pays \| Équipe \| Temps \| \| ------------------ \| ------------------ \| ------------------ \| ------------------------------ \| ------------------ \| \| 1re \| Denise Ramsden \| Canada \| Optum-Kelly Benefit Strategies \| 3 h 13 min 24 s \| \| 2e \| Flávia Oliveira \| Brésil \| Servetto Footon \| + 0 s \| \| 3e \| Jasmin Duehring \| Canada \| Tibco-To the Top \| + 2 s \| \| 4e \| Lex Albrecht \| Canada \| Twenty16 \| + 2 s \| \| 5e \| Kirsti Lay \| Canada \| SAS-Mazda-Macogep \| + 2 s \| \| 6e \| Justine Clift \| Canada \| \| + 8 s \| \| 7e \| Leah Kirchmann \| Canada \| Optum-Kelly Benefit Strategies \| + 1 min 22 s \| \| 8e \| Joanne Kiesanowski \| Nouvelle-Zélande \| Tibco-To the Top \| + 1 min 22 s \| \| 9e \| Samantha Schneider \| États-Unis \| Tibco-To the Top \| + 1 min 22 s \| \| 10e \| Kristin Lotito \| États-Unis \| \| + 1 min 24 s \| |                    |                  |                                |                 |
| |                    |                  |                                |                 |
| |                    |                  |                                |                 |
| Classement général |                    |                  |                                |                 |
| Coureuse | Coureuse           | Pays             | Équipe                         | Temps           |
| 1re | Denise Ramsden     | Canada           | Optum-Kelly Benefit Strategies | 3 h 13 min 24 s |
| 2e | Flávia Oliveira    | Brésil           | Servetto Footon                | + 0 s           |
| 3e | Jasmin Duehring    | Canada           | Tibco-To the Top               | + 2 s           |
| 4e | Lex Albrecht       | Canada           | Twenty16                       | + 2 s           |
| 5e | Kirsti Lay         | Canada           | SAS-Mazda-Macogep              | + 2 s           |
| 6e | Justine Clift      | Canada           |                                | + 8 s           |
| 7e | Leah Kirchmann     | Canada           | Optum-Kelly Benefit Strategies | + 1 min 22 s    |
| 8e | Joanne Kiesanowski | Nouvelle-Zélande | Tibco-To the Top               | + 1 min 22 s    |
| 9e | Samantha Schneider | États-Unis       | Tibco-To the Top               | + 1 min 22 s    |
| 10e | Kristin Lotito     | États-Unis       |                                | + 1 min 24 s    |

### Points UCI
| Position,          | 1er | 2e | 3e | 4e | 5e | 6e | 7e | 8e | 9e | 10e | 11e | 12e | 13e | 14e | 15e | 16e | 17e | 18e |
| Classement général | 80  | 60 | 45 | 35 | 30 | 25 | 21 | 18 | 15 | 12  | 10  | 8   | 6   | 5   | 4   | 3   | 2   | 1   |